# Retinotopie
Retinotopie slaat op de organisatie van het visuele systeem.
Het wil zeggen dat specifieke delen van het gezichtsveld via het netvlies projecteren naar specifieke delen van de thalamus (corpora geniculata lateralia) en de primaire visuele schors.
Punten die dicht bij elkaar liggen in het gezichtsveld projecteren daarbij ook naar nabijgelegen punten in de visuele schors. De projecties zijn bovendien omgekeerd. Bijvoorbeeld: Bij fixatie van een punt midden in het gezichtsveld corresponderen punten boven in het gezichtsveld met punten in de onderste helft van de visuele schors en punten rechts in het gezichtsveld met punten in de linkerhelft van de visuele schors.